# Glandorf (Ohio)
Glandorf – wieś w USA, w stanie Ohio, w hrabstwie Putnam.
Liczba mieszkańców w 2000 roku wynosiła 919.